# Відьмак (1-й сезон)
Відьмак, перший сезон — фентезійний драматичний серіал «Відьмак», прем'єра якого відбулася на сервісі Netflix 20 грудня 2019 року, включає 8 епізодів і заснований на циклі творів Анджея Сапковського про відьмака Геральта. Його дія відбувається у вигаданому світі, який нагадує Східну Європу пізнього середньовіччя.

## Сюжет
У першому сезоні розвиваються три сюжетні лінії. Літературною основою однієї з них стали окремі оповідання Анджея Сапковського зі збірок «Останнє бажання» і «Меч призначення». Відьмак Геральт з Рівії вбиває княжну Ренфрі, внаслідок чого отримує прізвисько «М'ясник з Блавікена», рятує від загибелі Йожа з Ерленвальда (завдяки цьому його «Дитиною-Несподіванкою» стає «Левеня Цинтри» Цірілла), зустрічає прекрасну чарівницю Йеннефер з Венгерберга, яка стає любов'ю всього його життя, і барда Яскіра. Серіал розповідає передісторію Йеннефер, відсутню в книгах: цей персонаж зображений як горбата жінка, яка опинилася на навчанні в чародійській школі в Аретузі і змінила свою зовнішність завдяки чарам. Паралельно розгортається сюжетна лінія Цірілли, що рятується після взяття Цинтри армією Нільфгаарда.
Події трьох сюжетних ліній відбуваються в різний час і синхронізуються тільки в останній серії. Чародії півночі, включаючи Йеннефер, дають нільфгаардцям бій при Соддені, а в цей час недалеко від місця битви Геральт випадково зустрічає Ціріллу. Остання репліка першого сезону — питання княжни: «А хто така Йеннефер?». При цьому залишається неясним, чи вижила чародійка у сутичці.
Вже після прем'єри шоуранер проекту Лорен Шмідт Хісріх розповіла, що перший сезон — тільки фундамент історії, яка почне повномасштабно розкриватися у другому сезоні.

## В ролях

### Основний склад
|                                                                                          |  |  |
| Генрі Кавілл, Аня Чалотра и Фрейя Аллан на San Diego Comic-Con International у 2019 році |  |  |

- Генрі Кавілл — Геральт з Рівії
- Аня Чалотра — Йеннефер з Венгерберга
- Фрейя Аллан — княжна Цірілла
- Джої Беті — Яскір
- Міанна Берінг — Тіссая де Вріе
- Ганна Шаффер — Трісс Мерігольд
- Ройс Пірресон — Істредд
- Імон Фаррен — Кагир
- Махеш Джаду — Вільгефорц
- Мімі Ндівені — Фрінгілла Віго
- Вілсон Раджу-Пухальте — Дара

### Другорядний склад
- Ларс Міккельсен — Стрегобор
- Джоді Мей — королева Каланте
- Адам Леві — Мишовур
- Бйорн Глюнур Гаральдссон — король Ейст Турсеах
- Теріка Вілсон-Рід — Сабріна Глевіссіг
- Юдіт Фекете — Ваньєлле з Бругге
- Емма Епплтон — княжна Ренфрі
- Мацей Мусял — сір Лазло
- Тобі Бамтефа — сір Данек
- Шон Дулі — король Фолтест
- Джозетт Саймон — Еітне
- Теренс Мейнард — Арторіус Віго
- Анна-Луїз Плауман — Зола

### Запрошені актори
- Міа Маккенна-Брюс — Марілка
- Том Кентон — Філавандрель
- Наташа Кулзач — Торувьель
- Аміт Шах — Торкве
- Джейсон Торпе — лорд Остріт
- Бен Ламберт — король Вірфуріл
- Джейд Крут — принцеса Адда
- Джуліан Райнд-Татт — Гілтайн
- Ізобель Ледлер — королева Каліс
- Блер Кінкейд — Крах ан Крайт
- Гая Мондадорі — княжна Паветта
- Барт Едвардс — Йож з Ерленвальда / Дані
- Марцин Чарнік — ронін-маг
- Лукас Артур Інглендер — Хіреадан
- Адель Оні — Тея
- Колетт Тчантчо — Вея
- Джордан Ренцо — Ейк з Денесле
- Джеремі Кроуфорд — Ярпен Зігрін
- Рон Кук — Борха Три Галки
- Елла-Рей Сміт — Фола
- Френсіс Меджі — Йурга

## Епізоди
| № | # | Назва                                                                 | Режисер              | Сценарист           | Перший ефір у США |
| --- | - | --------------------------------------------------------------------- | -------------------- | ------------------- | ----------------- |
| 1 | 1 | «Початок кінця» «The End's Beginning»                                 | Алік Сахаров         | Лорен Шмідт Хіссріх | 20 грудня 2019    |
| Засноване на оповіданні «Менше зло» зі збірки «Останнє бажання». Ворожі городяни й хитрий маг зустрічають Ґеральта в місті Блавікен. Королівське життя Цірі летить шкереберть, коли Нільфґард націлюється на Цінтру.                                                                        |   |                                                                       |                      |                     |                   |
| 2 | 2 | «Чотири марки» «Four Marks»                                           | Алік Сахаров         | Дженні Клейн        | 20 грудня 2019    |
| Засноване на оповіданні «Край світу» зі збірки «Останнє бажання». Залякана й покинута Єннефер випадково знаходить спосіб втекти. Полювання Ґеральта на так званого диявола йде до біса. Цірі пробує прихиститися серед інших людей.                                                         |   |                                                                       |                      |                     |                   |
| 3 | 3 | «Зрадник-місяць» «Betrayer Moon»                                      | Алекс Гарсія Лопес   | Бо Демайо           | 20 грудня 2019    |
| Засноване на оповіданні «Відьмак» зі збірки «Останнє бажання». Ґеральт береться за незакінчену справу іншого відьмака: лютий звір тримає в страху королівство. Єннефер створює чарівне нове майбутнє за жорстоку ціну.                                                                      |   |                                                                       |                      |                     |                   |
| 4 | 4 | «Бенкети, байстрюки й погребіння» «Of Banquets, Bastards and Burials» | Алекс Гарсія Лопес   | Деклан де Барра     | 20 грудня 2019    |
| Засноване на оповіданні «Питання ціни» зі збірки «Останнє бажання» і оповіданні «Меч Призначення» зі збірки «Меч Призначення». Всупереч здоровому глузду Ґеральт супроводжує Любистка на королівський бал. Цірі забрідає в зачарований ліс. Єннефер намагається захистити своїх підопічних. |   |                                                                       |                      |                     |                   |
| 5 | 5 | «Невтілені бажання» «Bottled Appetites»                               | Шарлотта Брендстрьом | Снеха Курс          | 20 грудня 2019    |
| Засноване на оповіданні «Останнє бажання» зі збірки «Останнє бажання». Попри всі попередження, Єннефер шукає ліки, щоб віднайти втрачене. Ґеральт ненавмисно наражає Любистка на небезпеку. Пошуки Цірі посилюються.                                                                        |   |                                                                       |                      |                     |                   |
| 6 | 6 | «Вимираючий вид» «Rare Species»                                       | Шарлотта Брендстрьом | Гейлі Голл          | 20 грудня 2019    |
| Засноване на оповіданні «Межа можливого» зі збірки «Меч Призначення». Незнайомець заманює Ґеральта приєднатися до полювання на розлюченого дракона — завдання, яке приваблює знайоме обличчя. Цірі сумнівається, кому можна довіряти.                                                       |   |                                                                       |                      |                     |                   |
| 7 | 7 | «Перед падінням» «Before A Fall»                                      | Алік Сахаров         | Міхаель Островський | 20 грудня 2019    |
| Засноване на оповіданні «Щось більше» зі збірки «Меч Призначення». Континенту загрожує зростаюча міць Нільфґарда, Єннефер повертається до свого минулого, а Ґеральт переглядає свої зобов’язання перед Правом Несподіванки.                                                                 |   |                                                                       |                      |                     |                   |
| 8 | 8 | «Набагато більше» «Much More»                                         | Марк Джобст          | Лорен Шмідт Хіссріх | 20 грудня 2019    |
| Засноване на оповіданні «Щось більше» зі збірки «Меч Призначення». Зграя страшних ворогів змушує Ґеральта залягти на дно. Єннефер й інші маги готуються дати відсіч. Уражена Цірі покладається на доброту незнайомки.                                                                       |   |                                                                       |                      |                     |                   |

## Виробництво
Про початок роботи над першим сезоном «Відьмака» стало відомо в травні 2017 року. Проектом зайнялися компанії Sean Daniel Company і Platige Image. У грудні 2017 року шоуранером проекту стала Лорен Шмідт Хіссріх. До січня 2018 року був завершений сценарій пілотного епізоду, в квітні стало відомо, що перший сезон буде складатися з восьми серій і що зйомки будуть проходити в Центральній Європі. Зйомки почалися в Угорщині 31 жовтня 2018 року, офіційно закінчилися 30 травня 2019 року.
У відкритому доступі всі вісім серій першого сезону виявилися 20 грудня 2019 року.

## Реакція
Творці серіалу були заздалегідь так впевнені в її успіху, що ще до прем'єри запланували зйомки другого сезону. Проте перші оцінки вийшли суперечливими. Так, на сайті-агрегаторі кінооцінок Rotten Tomatoes критики поставили першому сезону лише 58 з 100, а рядові користувачі — 90. На imdb серіал отримав 9 балів з 10. Багато критиків відзначають невдалий кастинг, рване оповідання, явну недоробку художника по костюмах. У позитивних рецензіях фігурують атмосфера серіалу, бойові сцени, гра Генрі Кавілла.